# آفا غودت
آفا غودت (بالإنجليزية: Ava Gaudet)‏ هي مغنية مؤلفة وممثلة أمريكية، ولدت في القرن العشرين في الولايات المتحدة.

## وصلات خارجية
- آفا غودت على موقع IMDb (الإنجليزية)
- آفا غودت على موقع ألو سيني (الفرنسية)
- آفا غودت على موقع قاعدة بيانات الفيلم (الإنجليزية)